# Архимандрит Варнава (Миодраговић)
Варнава (световно Велисав Миодраговић; Лесковица код Александровца, 26. октобар 1937) архимандрит је Српске православне цркве и бивши игуман манастира Свете Тројице.

## Биографија
Архимандрит Варнава (Миодраговић) рођен је 26. октобра 1937. године у селу Лесковица код Александровца, од побожних родитеља оца Новице и мајке Лепосаве. На крштењу је добио име Велисав. Основну школу завршио је у своме родном месту.
Свој монашки пут започиње 24. марта 1954. године када долази у Манастир Вујан код Горњег Милановца, као искушеник код тадашњег игумана Мирона (Јанковића). Замонашен је 26. јуна 1956. године у Вујну, од патријарха српског господина Германа (Ђорића), добивши монашко име Варнава. Рукоположен је у чин јерођакона 18. марта у Саборној цркви у Краљеву, а у чин јеромонаха 19. марта 1961. године у Манастир Жичи код Краљева.
По потреби службе отац Варнава заједно са својим игуманом Мироном и целим братством  одлази у Манастир Студеницу, 1961. где остаје све до 12. новембра 1971. године када долази у Манастир Велуће код Трстеника, где остаје као парох и духовник манастира све до 1976. године. Био је духовник Манастира Каменца у Гружи, од 1976. до 1978. године када долази у Манастир Свете Тројице на Овчару.
Након упокојења игумана Иринеја (Васиљевића), 11. јула 1984. године постављен је за старешину манастира Свете Тројице. Чин архимандрита добио је 4. децембра 1996. године од стране епископа жичкога господина Стефана (Боце). Био је на челу манастира Свете Тројице од 1984. до 2015. године.